# Sivanesania
Sivanesania — рід грибів родини Botryosphaeriaceae. Назва вперше опублікована 1996 року.